# Cristianesimo nel mondo

Percentuale della popolazione cristiana nel mondo

Il cristianesimo nel mondo è la religione più diffusa per numero di credenti, avendo circa 2,4 miliardi di aderenti, su 8,02 miliardi di abitanti del pianeta Terra.
La fede cristiana rappresenta all'incirca un terzo dell'intera popolazione mondiale, nella somma di tutte le sue confessioni (Cattolicesimo, Ortodossia, Protestantesimo e gruppi minori). La più grande confessione cristiana è la Chiesa cattolica romana con 1,3 miliardi di fedeli e il 17,7% della popolazione mondiale secondo l'Annuarium Statisticum Ecclesiae 2015 e l'Annuario Pontificio 2017; il secondo ramo cristiano è costituito dalle chiese protestanti e riformate: riforma anglicana, riforma calvinista e la riforma luterana (ma si possono anche considerare in un unico gruppo) oppure dalla Chiesa ortodossa (se i protestanti sono considerati esser suddivisi in più parti).
Il cristianesimo è la religione predominante in Europa, nel continente americano, in Oceania, in alcuni Stati dell'Asia (Filippine, Timor Est, Armenia, Georgia e Cipro) e in vaste zone dell'Africa (meridionale, centrale e orientale). Vi sono grandi comunità cristiane anche in altre parti del globo, come l'Asia centrale e il Medio Oriente, dove il cristianesimo è la seconda religione. Gli Stati Uniti d'America hanno la più vasta popolazione cristiana del mondo, seguiti dal Brasile e dal Messico.
Il cristianesimo, in una forma o nell'altra, è inoltre la religione di Stato dei seguenti 14 Paesi: Argentina (chiesa cattolica), Costa Rica (chiesa cattolica), Danimarca (chiesa di Danimarca), Grecia (chiesa ortodossa greca), Georgia (Chiesa ortodossa georgiana), Inghilterra (chiesa anglicana), Islanda (chiesa nazionale d'Islanda), Liechtenstein (chiesa cattolica), Malta (chiesa cattolica), Principato di Monaco (chiesa cattolica), Norvegia (chiesa di Norvegia), Tuvalu (chiesa di Tuvalu), lo stato della Città del Vaticano e lo Zambia. A Tonga il cristianesimo non è ufficialmente la religione di Stato ma lo è di fatto, poiché esiste una chiesa nazionale (la Chiesa libera wesleyana di Tonga) strettamente legata alla monarchia regnante. In Armenia la costituzione non prevede una religione di stato, ma riconosce la Chiesa apostolica armena come chiesa nazionale con il compito di promuovere la vita spirituale e la cultura nazionale e di preservare l'identità nazionale del popolo armeno.

## Liste

### Per Paese

#### I primi 10 paesi con il maggior numero di cristiani al mondo
Elenco dei primi dieci paesi con il maggior numero di cristiani secondo il Pew Research Center nel 2010.
| Rango | Nazioni      | Cristiani (in numeri assoluti) | Cristiani (in percentuale) |
| ----- | ------------ | ------------------------------ | -------------------------- |
| 1     | Stati Uniti  | 246.790.000                    | 79,5%                      |
| 2     | Brasile      | 175.700.000                    | 81,6%                      |
| 3     | Messico      | 107.780.000                    | 95,0%                      |
| 4     | Russia       | 105.220.000                    | 73,6%                      |
| 5     | Filippine    | 86.790,000                     | 93,1%                      |
| 6     | Nigeria      | 80.510.000                     | 50,8%                      |
| 7     | Cina         | 67.070.000                     | 5,0%                       |
| 8     | RD del Congo | 63.150.000                     | 95,7%                      |
| 9     | Germania     | 58.240.000                     | 70,8%                      |
| 10    | Sudafrica    | 52.886.000                     | 85,3%                      |

#### Stati non riconosciuti
| Nazione                                             | Cristiani (in numeri assoluti) | Cristiani (in percentuale) |
| --------------------------------------------------- | ------------------------------ | -------------------------- |
| Abcasia (dettagli)                                  | 130.000                        | 68%                        |
| Kosovo (dettagli)                                   | 150.000                        | 8,3%                       |
| Nagorno Karabakh (dettagli)                         | 136.000                        | 96%                        |
| Ossezia del Sud (dettagli)                          | 69.000                         | 96,4%                      |
| Palestina (dettagli)                                | 173.000                        | 11,1%                      |
| Repubblica Democratica Araba dei Sahrawi (dettagli) | 200                            | 0,03%                      |
| Taiwan (dettagli)                                   | 902.000                        | 3,9%                       |
| Transnistria (dettagli)                             | 510.000                        | 95%                        |